# Шидлув (Паб'яницький повіт)
Шидлув (пол. Szydłów) — село в Польщі, у гміні Лютомерськ Паб'яницького повіту Лодзинського воєводства.
Населення — 236 осіб (2011).
У 1975-1998 роках село належало до Серадзького воєводства.

## Демографія
Демографічна структура станом на 31 березня 2011 року:
|          | Загалом | Допрацездатний вік | Працездатний вік | Постпрацездатний вік |
| -------- | ------- | ------------------ | ---------------- | -------------------- |
| Чоловіки | 111     | 20                 | 73               | 18                   |
| Жінки    | 125     | 18                 | 72               | 35                   |
| Разом    | 236     | 38                 | 145              | 53                   |